# Ammersbek
Ammersbek (dolnoniem. Ammersbeek) – gmina w Niemczech, w kraju związkowym Szlezwik-Holsztyn, w powiecie Stormarn.

## Współpraca międzynarodowa
- Montoir-de-Bretagne, Francja